# Angelo de' Perigli
Angelo de' Perigli, latinizzato come Angelus Perillus (Perugia, ... – 1447), è stato un giurista italiano.
Fu docente presso l'università di Perugia, dove ebbe tra i suoi allievi Baldo Bartolini.
Fu autore di una Lectura sull'Infortiatum, di alcune Repetitiones e di altri trattati, Fu inoltre ambasciatore di Perugia a Roma e a Firenze.

## Opere
- (LA) Super secunda parte Infortiati, Perugia, Franciscus Balthasaris, 1500.